# پتانسیل الکتریکی
پتانسیل الکتریکی (به فرانسوی: potentielle électrique) انرژی لازم (یا کار لازم) برای انتقال واحد بار الکتریکی از بی‌نهایت به جسم یا نقطه مورد نظر است.

پتانسیل الکتریکی یک کمیت نرده‌ای (Scalar) است که معمولاً آن را با حرف V نشان می‌دهند و اختلاف نقطه توسط ولت سنج اندازه‌گیری می‌شود و عبارت است از مقدار انرژی الکتریکی واحدِ بار الکتریکی، و یکای آن در دستگاه SI، ولت است. معمولاً اختلاف پتانسیل الکتریکی، میان دو نقطه مطرح می‌شود. اختلاف پتانسیل الکتریکی بین دو نقطه، انرژی لازم برای انتقال یک واحد بار بین این دو نقطه است که به وسیله ولت اندازه‌گیری می‌شود. یک ولت به عنوان یک ژول کار انجام شده در هر کولن بار الکتریکی تعریف می‌شود.
در تعریف دیگر اختلاف پتانسیل، نسبت کار انجام شده بر روی اندازه یک بار، برای آنکه از یک پتانسیل به پتانسیل دیگر حرکت کند را اختلاف پتانسیل آن دو نقطه گویند. عاملی که سبب شارش بارهای الکتریکی دونقطه از یک مدار شود.

## پتانسیل الکتروستاتیکی
پتانسیل الکتروستاتیکی (به انگلیسی: Electrostatic potential),
{\displaystyle \nabla \times \mathbf {E} =0}
{\displaystyle \nabla \times \nabla \varphi =0}
این تابع اسکالر را پتانسیل الکتروستاتیکی می‌نامیم و آن را با {\displaystyle \varphi } نمایش می‌دهیم. پتانسیل الکتروستاتیک را می‌توان با توجه به میدان الکتریکی {\displaystyle {\vec {E}}} نوشت.
{\displaystyle \varphi ={\frac {q}{4\pi \varepsilon _{0}|{\vec {r'}}-{\vec {r}}|}}}